# إسطفانوس الليبي
إسطفانوس الليبي هكذا يطلق علية المسيحين وهو من اصل ليبي من منطقة مرماريكا طبرق حاليا[بحاجة لمصدر]. يروي لنا القديس بلاديوس سيرة الطوباوي إسطفانوس الذي من أصل ليبي، وقد عاش ناسكًا في البرية على حدود مارماريكا Marmarica ومريوط في الصحراء الغربية (يبدو بالقرب من ليبيا)، وتشعر من حديثه عنه مدى اشتياقه أن يلتقي معه لولا بعد المسافة، وقد سمع عنه من القديسين أمونيوس وأغريس الذين زاراه في مرضه. قال عنه القديس بلاديوس: [سكن في البرية ستين عامًا، وقد بلغ مرتفعات تدبير الحياة الكاملة، وحُسب (بنعمة الله) أهلاً أن يهب تعزية للغير، حتى أن كل متألم -أيا كان- إذ يقترب منه يخرج فرحًا. وقد تعرف عليه الطوباوي أنطونيوس. إسطفانوس هذا استمر في هذه الحياة حتى أيامنا، لكنني لم أعش معه قط، ولا التقيت به، لأن الجبل الذي يقطنه بعيد عني جدًا.
القديسان أمونيوس وأغريس اللذان ذهبا لافتقاده رويا لي قصصًا عنه، فقد قالا: إذ ذهبنا إليه وجدناه في مرض خطير جدًا، فقد أصيب بأورام في الأجزاء السفلية من جسده، أصيب «بغرغرينة»، وقد وجدنا طبيبًا يبتر أجزاءً من جسمه (غالبًا إحدى رجليه). ومع هذا كان القديس يعمل بيديه، يجدل سعفًا، وكان يتحدث معنا بينما كان الطبيب يبتر في جسده. كان محتملاً ذلك بصبرٍ، كما لو كان البتر في جسم غير جسمه، وإذ بُترت هذه الأجزاء كأن شعرًا قد قُص، استمر القديس بنعمة الله دون أن يعطي الأمر اهتمامًا. صار الطبيب يربط الجراحات بينما جلس هو ليجدل السلال بيديه، وتحدث معنا فرحًا شاكرًا لله... لقد وقفنا ونحن مندهشين لهذه المأساة، إذ لم نكن قادرين على احتمال رؤية الإنسان الذي سلك حياة نسكية روحية سامية أن تُبتر أعضاؤه تحت الضرورة. أدرك الطوباوي أفكارنا، وإذ شعر بحزننا، أجاب قائلاً لنا: «لا تحزنا يا بني لهذا الأمر، ولا يضعف إيمانكما بسبب هذا الأمر فإن الله لن يصنع شرًا قط، بل بالعكس يتطلع إلى نهاية سعيدة (لأعماله). كم من مرة استحقت هذه الأعضاء الحكم بالعقوبة! لقد استحقت الأعضاء البتر، فلتجازى هنا أفضل من أن تجازى بعد الرحيل من هذا العالم». هذا ما نطق به معنا، فأراحنا، وأرسلنا، قائلاً لنا: [لا تتعثروا عندما تجدًان تجارب من هذا النوع تحل بالقديسين، فبها يبنينا الله، ويهبنا الراحة ويثبتنا في النواميس التي هي ضد التجارب. لقد رويت هذه الأمور لكي لا تتعجبوا عندما ترون قديسين يسقطون في ضيقات].